# Atari
Az Atari amerikai vállalat, a világ egyik leghíresebb videójáték-konzol, illetve videójáték fejlesztő/gyártó cége.

## Története
1972-ben alapította Nolan Bushnell és Ted Dabney. Megalapításától videójátékokkal foglalkozott, ekkor jelentek meg a híres, népszerű Computer Space és Pong játékok. (A kettő közül a Pong számított a legforradalmibbnak, hiszen mérföldkőnek számít a videójáték-történelemben.) 
Első konzoljuk az Atari VCS (Video Computer System) volt, amely később az Atari 2600 nevet kapta. 1976-tól otthoni számítógépeket is gyártottak (Atari 400/800, később XL-sorozat). Az 1983-as videójáték-válság alaposan keresztbe tett a cég működésének. 
A nehéz helyzetbe került céget 1984-ben Jack Tramiel, a Commodore alapítója és korábbi tulajdonosa vásárolta meg. Az ő vezetése alatt mutatták be 1985-ben a 16 bites, Motorola 68000 processzoron alapuló Atari ST számítógépcsaládot, amely a nyolcvanas-kilencvenes évek fordulóján igen népszerű volt. 
Az olcsó PC-k elterjedésével az Atari folyamatosan piacot veszített, és hiába mutatta be az igen fejlett, Motorola 68030 alapú Atari Falcon számítógépet és a 64 bites játékkonzolok előfutárát, az Atari Jaguart, a csődöt nem kerülhette el. 
Az Atari Corporation 1996-ban átalakult, majd megszüntették. Az értékes Atari márkanevet 1998-ban a Hasbro játékgyártó világcég vette meg. 2001-ben az Infogrames szoftvercég vette meg a Hasbro Interactive nevű leányvállalatot az Atari márkához kapcsolódó jogokkal együtt. A cég jelenleg Atari SA néven működik.